# 片曽根山
片曽根山（かたそねやま）は、福島県田村市にある山。標高718.6m。うつくしま百名山に選定されている。その山容の美しさから田村富士と言われている。

## 概要
その昔、坂上田村麻呂が鞍掛山から放った鏑矢が、この山の片方の曽根をかすめた故事から片曽根山という名前がついた。毎年5月中旬から下旬にかけて山頂には、山つつじが咲き誇り、山開きに訪れた登山者を魅了する。山頂からは、吾妻連峰や那須連山までが見渡せ、夜景も遠くの市街地の明かりを幻想的に眺望することができる。また、三十三観音を巡る遊歩道やパラグライダーエリア等の公園が整備されているほか、山頂付近には、東屋や片曽根神社の小さな祠、展望台が設置してある。車で山頂近くまで行くことができるため、気軽に頂上を訪れることができる。毎年10月中旬には、田村富士の名にちなんだ田村富士ロードレース大会が開催されている。